# Georg Haas (medic)
Georg Haas (n. 4 aprilie 1886, Nürnberg, Imperiul German – d. 6 decembrie 1971, Gießen, Republica Federală Germania, Germania) a fost un medic german născut în Nürnberg, Germania. Haas a efectuat primul tratament uman de hemodializă . Haas a studiat medicina la Universitățile din München și Freiburg. El și-a scris teza de doctorat în timp ce participa la institutul celebrului patolog Ludwig Aschoff.

## Lucrări științifice
Haas a efectuat prima hemodializă umană din istoria medicinei în 1924 în orașul Gießen, Germania. Procedura a durat doar 15 minute, iar hirudinina a servit drept anticoagulant. Haas a reușit să dezvolte un dializor format din tuburi de colodion în formă de U, scufundate într-o baie de dializă plasată într-un cilindru de sticlă. El a efectuat mai multe proceduri de hemodializă în crize uremice între 1924 și 1928, și a raportat pentru prima dată rezultatele clinice obținute. 
În 1928, Haas a introdus heparina în procedura de dializă. Din cauza lipsei de sprijin din partea comunității medicale, Haas a fost forțat să-și întrerupă munca promițătoare.

## Citat
„De la ideea inițială până la realizarea efectivă a metodei de dializă, a fost un drum foarte lung. Ar trebui să spun, a fost calea Crucii...” (1928)